# Abeløya
Abeløya (literalment: illa d'Abel) és una illa situada al grup d'illes del Rei Carles, a l'arxipèlag Svalbard, Noruega. Amb 13 km², és la tercera illa més extensa de les illes del Rei Carles. Va ser anomenada així en honor del matemàtic noruec Niels Henrik Abel. Abeløya està separada de Kongsøya per l'estret de Lydiannasundet.